# 柳岸津
柳 岸津（ユ・アンジン、1941年10月1日 -　、女性）は、韓国の詩人。慶尚北道安東出身。

## 略歴
1941年10月1日、日本統治下の慶尚北道安東 に生まれる。1965年に『현대문학(現代文学)』で詩『달(月)』 、『별(星)』、『위로(慰労)』などの作品が詩人朴木月に推薦され登壇。1965年ソウル大学校師範大教育学科卒業、1968年に教育大学院卒業、米フロリダ大学で博士号取得。
女性作家3人の共著『지란지교를 꿈꾸며(芝蘭之交を夢見て)』散文集が人気を得たことで大衆に知られることになる。
柳は現代社会で女性の正しい地位とアイデンティティを確立するために、様々な模索と思惟の方式を美学的に実験してきた。また、細心な観察力で、世の中の暗いところを温かい視線で眺望してきた。母や妻、妹や嫁という姿でよく登場する詩的話者は、苦しい生活でも救援の道を探すために何度も対象を観察し、やさしい口調で話しかける。
また、柳の詩は、女性特有の繊細で流麗な文体と緻密な構成が特徴で、東洋的な情緒とキリスト的な雰囲気がうまく調和していると評価されている。

## 年譜
- 1941年10月1日、慶尚北道安東 に生まれる。[1]
- 1965年、『현대문학(現代文学)』で詩『달(月)』 、『별(星)』、『위로(慰労)』などが詩人朴木月に推薦され登壇。
- 1990年、刊行物倫理委員会の刊行物倫理賞受賞。
- 1996年、第12回ペン文学賞受賞。
- 1979-1981年、檀国大学校教授。
- 1981-2006年、ソウル大学校生活科学大学児童家族学科教授。
- 1998年、第10回鄭芝溶文学賞受賞。
- 2000年、第35回月灘文学賞受賞。
- 2005年、第3回素月文学賞特別賞受賞。
- 2012年、第44回韓国詩人協会賞受賞。
- 2012年、韓国詩人協会理事。国際ペンクラブ韓国本部理事、韓国文人協会諮問委員。

## 代表作品
- 1970年、달하(月よ)
- 1972年、절망시편(絶望詩篇)
- 1976年、물로 바람으로(水に風に)
- 1981年、날개옷(羽のついた服)
- 1985年、우리를 영원케 하는 것은(私たちを永遠にするのは)
- 1986年、지란지교를 꿈꾸며( 芝蘭之交を夢見て)
- 1987年、풍각쟁이의 꿈(門付けの夢)
- 1990年、월령가 쑥대머리(月令歌もじゃもじゃ頭)
- 1996年、종이배(紙船)
- 1997年、누이(妹)
- 1998年、기쁜 이별(うれしい別れ)
- 2000年、봄비 한 주머니(春雨一袋)
- 2002年、옛날 옛날에 오늘 오늘에(昔昔あるところに、今日今日のあるところに)
- 2003年、바람편지(風の手紙)
- 2004年、다보탑을 줍다(多宝塔を拾う)
- 2008年、거짓말로 참말하기(うそで真実を言う)
- 2009年、알고(ある考)